# Psittacanthus rugostylus
Psittacanthus rugostylus är en tvåhjärtbladig växtart som beskrevs av Kuijt. Psittacanthus rugostylus ingår i släktet Psittacanthus och familjen Loranthaceae. Inga underarter finns listade i Catalogue of Life.